# 충화초등학교
충화초등학교는 대한민국 충청남도 부여군 충화면 천당리에 있는 공립 초등학교이다.

## 학교 연혁
| 1921년 | 3월 31일 | 설립인가                             |
| 1922년 | 4월 11일 | 충화공립보통학교 개교(4년제)         |
| 1938년 | 4월 1일  | 충화공립심상소학교로 개칭            |
| 1941년 | 4월 1일  | 충화공립국민학교로 개칭              |
| 1963년 | 12월 1일 | 삼성국민학교 분리                    |
| 1991년 | 3월 5일  | 병설유치원 개원                      |
| 1992년 | 3월 1일  | 삼성국민학교 통합                    |
| 1996년 | 3월 1일  | 충화초등학교 개칭                    |
| 2009년 | 2월 17일 | 충화초등학교 제84회 졸업(연 4,846명) |
| 2009년 | 3월 1일  | 2009학년도 7학급 인가                |
| 2014년 | 2월 14일 | 충화초등학교 제89회 졸업(연 4,871명) |
| 2014년 | 3월 1일  | 2014학년도 6학급 인가                |
| 2016년 | 2월 19일 | 충화초등학교 제91회 졸업(연4880명)   |
| 2016년 | 3월 1일  | 2016학년도 6학급 인가                |
| 2017년 | 2월 17일 | 제92회 졸업식(총 졸업생 4882명)      |
| 2017년 | 3월 1일  | 2017학년도 5학급 인가(유치원 1학급)  |

## 참고 자료
- 충화초등학교 - 한국교육학술정보원 학교알리미